# Фосфид тримолибдена
Фосфи́д тримолибде́на — неорганическое соединение металла молибдена и фосфора с формулой Mo3P, 
серые кристаллы, 
не растворимые в воде.

## Получение
- Электролизом расплава смеси гексаметафосфата молибдена с оксидом молибдена(VI) и хлоридом натрия.

## Физические свойства
Фосфид тримолибдена образует серые кристаллы тетрагональной сингонии, пространственная группа I 4, параметры ячейки a = 0,9729 нм, c = 0,4923 нм, Z = 8.
Не растворим в воде.

## Химические свойства
- Устойчив при нагревании на воздухе.